# فاني إيتون
فاني إيتون (بالإنجليزية: Fanny Eaton)‏ هي عارضة أزياء وعاملة منزلية جامايكية، ولدت في 23 يونيو 1835 في أبريشة سانت أندرو ‏ في جامايكا، وتوفيت في 4 مارس 1924 في London Borough of Hammersmith and Fulham ‏ في المملكة المتحدة. اشتهرت بكونها عارضة لجماعة من رسامي ما قبل الرفائيلية ودائرتهم في إنجلترا ما بين عامي 1859 و1867. كان ظهورها لأول مرة في لوحة «أم موسى» لسيميون سولومون، والتي عُرضت في الأكاديمية الملكية للفنون عام 1860. وقد ظهرت أيضًا في أعمال دانتي جابرييل روزيتي وجون إيفرت ميليه وجوانا ماري بويس وريبيكا سولومون وآخرين.